# Санкт-Петербургский политехнический университет Петра Великого
Са́нкт-Петербу́ргский политехни́ческий университе́т Петра Великого (ФГАОУ ВО «СПбПУ», полное название — Федеральное государственное автономное образовательное учреждение высшего образования «Санкт-Петербургский политехнический университет Петра Великого», неофициальное название — Политех) — высшее учебное заведение в Санкт-Петербурге, основанное в 1899 году.
Имеет статус национального исследовательского университета (НИУ).
Университет включает в себя 12 базовых институтов, факультеты дополнительного образования, филиал в городе Сосновый Бор, комплекс научно-исследовательских подразделений, включающий объединённый научно-технологический институт, научно-образовательные центры, ряд специализированных научно-производственных структур, спортивный комплекс, профилакторий и базы отдыха. Обеспечивает выпуск инженеров, экономистов, менеджеров по 101 специальности, бакалавров и магистров по 51 направлениям науки и техники, аспирантов по 90 научным специальностям.
В 2023 году университет занимал 8 место в Списке крупнейших университетов России и 5 место в России по количеству иностранных студентов, по данным Мониторинга Министерства науки и высшего образования РФ в университете в 2023 году обучались 29 128 и 5 032 чел соответственно.
Профессорско-преподавательский состав включает в себя 25 академиков и членов-корреспондентов РАН, свыше 500 профессоров, докторов наук.
Входит в пятёрку лучших технических вузов страны.
В июле 2013 года университет вошёл в число победителей конкурса на статус «Ведущие университеты России».
По имени университета названы близлежащая Политехническая улица и станция метро «Политехническая».

## История

### До революции
Императорский Санкт-Петербургский политехнический институт — высшее техническое учебное заведение Российской империи. Институт был основан 19 февраля 1899 года в соответствии с поручением министра финансов Российской империи С. Ю. Витте. Ближайшими единомышленниками Витте в деле организации СПбПИ были товарищ министра финансов В. И. Ковалевский и учёный-химик Д. И. Менделеев. Все трое впоследствии были избраны почётными членами института, а их портреты были установлены в зале Совета.
Фундаментальная библиотека института начала свою работу одновременно с его открытием в 1902 году. В разное время в библиотеку влились коллекции книг С. Ю. Витте, профессоров института П. Б. Струве, Ю. С. Гамбарова, А. П. Фан-дер-Флита, Б. Э. Нольде, К. П. Боклевского и др. Состав фондов библиотеки определяется изучающимися дисциплинами, но кроме традиционных для технического вуза собраний литературы по естественным, точным и прикладным техническим наукам, в ней представлены разделы гуманитарных наук: истории, права, экономики, финансов и др. В фонды библиотеки входят также передаваемые ей в дар личные собрания учёных института.

### 1918—1941
В 1918 году работа института была приостановлена — после Октябрьской революции многие преподаватели покинули Санкт-Петербург и Россию. В период Гражданской войны институт почти не финансировался, не имел топлива. К 1919 году в институте осталось не более 500 студентов.
Однако, в марте 1919 года был создан первый в мировой истории физико-механический факультет для подготовки инженеров-физиков-исследователей. Вскоре было принято решение об учреждении химического факультета.
В декабре 1919 года, в связи с мобилизацией студентов, физико-механический институт практически опустел.
По окончании Гражданской войны деятельность института начала восстанавливаться. С 1922 года он стал называться: Первый Петроградский политехнический институт имени М. И. Калинина. К 1922 году число студентов достигло 2000, осенью в институте появился ещё один факультет — индустриального земледелия, созданный вместо закрытых сельскохозяйственных институтов.
В 1923 году физико-технический институт получил собственное здание напротив парка института. Несмотря на такое отделение, студенты физических факультетов практиковались в лабораториях ФТИ, а большинство его сотрудников являлись преподавателями Политеха.
С 1923 года он именовался как Петроградский политехнический институт имени М. И. Калинина, с 1924 — Ленинградский политехнический институт имени М. И. Калинина (ЛПИ имени М. И. Калинина). К концу 1920-х годов численность студентов достигла 8000 человек.
В 1930 году решением Комиссии Совнаркома СССР по реформе высшего и среднего образования на основе Политеха были образованы узкопрофильные институты, которые были переданы в ведение соответствующих министерств. На основе ЛПИ были образованы:
Гидротехнический институт,
Институт инженеров промышленного строительства (сейчас Николаевский Военный инженерно-технический университет),
Кораблестроительный,
Авиационный,
Электромеханический (ЛЭМИ),
Химико-технологический,
Металлургический,
Машиностроительный,
Индустриального сельского хозяйства,
Физико-механический, Ленинградский финансово-экономический и
Всесоюзный котлотурбинный институты.
Формально Политехнический институт прекратил существование 30 июня 1930 года. Учебный процесс был нарушен, так как лаборатории и мастерские принадлежали разным институтам, а те в свою очередь принадлежали разным ведомствам.
Уже летом 1933 года Комиссия по высшей школе вынуждена была устранять хозяйственные споры между отдельными отраслевыми институтами, а в апреле 1934 года они были объединены на правах факультетов в составе вновь созданного Ленинградского индустриального института (ЛИИ). К началу 1935 года он являлся крупнейшим в стране техническим ВУЗом, в котором обучались свыше 10 тысяч студентов и аспирантов, работали 940 профессоров и преподавателей, 2600 рабочих и служащих (в их числе: Н. Н. Андреев, И. К. Кикоин, М. И. Френкель).

### 1941—1991
В годы Великой Отечественной войны на фронт ушли более 3500 студентов и сотрудников института. В феврале 1942 года производилась его эвакуация: сперва в Пятигорск, а затем в Ташкент. В 1943 году в Ташкенте была возобновлена научная и учебная работы.
Восстановление института было начато сразу же после снятия блокады в 1944 году.
С октября 1946 года институт перешёл в подчинение Минвузу СССР, который предоставил ему право работать по собственным учебным планам и программам. Число студентов приблизилось к трём тысячам.
В 1948 году первый в СССР отряд студентов в количестве 340 человек выехал на строительство Алакусской ГЭС.
Начиная с 1950 года, большое внимание уделялось подготовке специалистов для всесоюзных строек. На инженерно-строительном факультете началась подготовка инженеров-гидростроителей, а при Металлическом заводе было организовано вечернее отделение ЛПИ для подготовки инженеров-турбостроителей.
В 1953 году ЛПИ был одним из ВУЗов-доноров, отдавшим 224 своих студента выпускных курсов в армию в составе «сталинского спецнабора 1953 года» для завершения образования в Военной академии им. Ф. Э. Дзержинского, много сделавших для обороны страны и освоения космоса (в их числе Ю. В. Шмарцев, А. А. Любомудров, А. М. Долгов).
К 1960 году в ЛПИ были созданы лаборатории энергетических систем, автоматики, телемеханики, металлургии, турбиностроения и компрессоростроения. Одновременно с этим, в институте была введена система «непрерывной производственной практики». Первокурсники, не имеющие производственного опыта, попеременно учились и работали на заводе им. К. Маркса, Металлическом заводе, ПО «Светлана», заводе «Красный Октябрь», в Главленинградстрое.
В 1961 году, в соответствии с новым положением о высших учебных заведениях, была восстановлена выборность ректоров и деканов.
Начиная с 1960 года идёт быстрое строительство новых зданий института. К 1962 году были построены спорткомплекс, высоковольтный корпус (ТВН), два новых учебных корпуса, здание поликлиники, профилактория, архива и общежития на проспекте Непокорённых.
В 1962 году созданы заочный факультет и факультет усовершенствования дипломированных инженеров, в 1968 — повышения квалификации руководящих работников, год спустя, в 1969 году, подготовительное отделение для рабочей и сельской молодёжи. В это же время факультет (вечерний) был разделён на два: электротехнический и инженерно-технический.
Указом Президиума Верховного Совета СССР от 7 января 1967 г. № 693 — VII Ленинградский политехнический институт им. М. И. Калинина награжден орденом Ленина.
В 1972 году в Пскове был открыт филиал Политехнического института (ныне Псковский государственный политехнический институт). Позднее организуются филиалы в Орске, Чебоксарах, Сосновом Бору.
Строительство новых зданий было продолжено в конце 70-х — начале 80-х годов. Были построены два общежития по Гражданскому проспекту и проспекту Непокорённых, новый учебный корпус, корпус для подготовительного факультета на Полюстровском, а также здание Института международных образовательных программ на Гражданском проспекте.
Создаются новые конструкторские бюро: ОКБ «Импульс» и особое конструкторское бюро технической кибернетики (ныне — ЦНИИ РТК).
С 1982 года в ЛПИ началась целевая подготовка специалистов в сотрудничестве с крупными предприятиями, заинтересованными в притоке молодых специалистов: ОКБ «Импульс», ЦНИИ им. акад. А. Н. Крылова, НПО «Ленинец», Ленполиграфмаш, ПО «Спутник», ПО им. К. Маркса и др. В 1987 году при ЛПИ были созданы Инженерный центр и Межотраслевой институт повышения квалификации (МИПК) по новым направлениям развития техники и технологии.
В 1989 году в Политехнический институт на 11 факультетов были приняты 2100 первокурсников, а общее количество поданных абитуриентами заявлений превысило 5000. Самое большое количество абитуриентов были приняты на факультет технической кибернетики (310 человек), а самый большой конкурс был на факультете экономики и управления (590 заявлений на 120 мест).
В сентябре 1989 года Совет ЛПИ принял решение о переименовании Политехнического института в Государственный технический университет. Совет Министров РСФСР утвердил новое название 3 апреля 1990 года.

### С 1991 года
В 1994 году в результате объединения ряда структур, относящихся к издательско-полиграфической деятельности, в Санкт-Петербургском политехническом университете (тогда — Техническом университете) был создан Издательско-полиграфический центр. Двумя годами позже Учёный совет университета принял решение о преобразовании Центра в Издательство Политехнического университета. Так, впервые в истории Санкт-Петербургского политехнического университета было организовано издательство, обладающее мощной полиграфической базой и работающее на основе государственных лицензий на издательскую и полиграфическую деятельность.
В декабре 2006 года — подписано соглашение об открытии Центра инноваций на базе факультета технической кибернетики с компанией «Майкрософт Рус». Это первый Центр инноваций Microsoft на Северо-Западе России.
В июле 2007 года — ректор университета Михаил Фёдоров заявил информагентству «Прайм-ТАСС» о том, что в рамках национального проекта «Образование» на основе института будет создан НИИ новых материалов и технологий. На строительство НИИ из федерального бюджета выделят 520 млн рублей.
В 2012 году СПбПУ вошёл в число 15 вузов России, ставших победителями конкурсного отбора на право получения субсидии Минобрнауки России в целях повышения их конкурентоспособности — Программа «5-100-2020».
По данным на 2012 год университет находился на четвёртом месте в рейтинге технических и технологических вузов России. По версии QS World University Rankings в 2013 году занимал шестое место среди всех вузов России и второе место среди российских технических и технологических вузов.
В 2023 году университет занял восьмое место в рейтинге крупнейших университетов России, по данным Мониторинга Министерства науки и высшего образования Российской Федерации, в 2022—2023 году в университете обучались 29 128 студентов, из них 5 032 человека — иностранные граждане.

### Официальные названия
- 1899 — Санкт-Петербургский политехнический институт
- 1910 — Санкт-Петербургский политехнический институт императора Петра Великого
- 1914 — Петроградский политехнический институт императора Петра Великого
- 1922 — Первый Петроградский политехнический институт имени М. И. Калинина
- 1923 — Петроградский политехнический институт имени М. И. Калинина
- 1924 — Ленинградский политехнический институт имени М. И. Калинина
- 1930—1934 — временное расформирование с созданием ряда самостоятельных отраслевых институтов
- 1934 — Ленинградский индустриальный институт (ЛИИ)
- 1940 — Ленинградский политехнический институт имени М. И. Калинина (ЛПИ имени М. И. Калинина)
- 1990 — Ленинградский государственный технический университет (ЛГТУ)
- 1991 — Санкт-Петербургский государственный технический университет (СПбГТУ)
- 2002 — Санкт-Петербургский государственный политехнический университет (СПбГПУ)
- 2015 — Санкт-Петербургский политехнический университет Петра Великого (СПбПУ)[15]

## Структура
В постсоветское время в Политехе, как и во многих других вузах России, структурно-административные единицы, называвшиеся факультами, стали институтами (ранее термин «институт» относился к вузу в целом).
Ныне Университет включает в себя 11 институтов, подразделения дополнительного образования, филиалы в городах Сосновый Бор и Череповец, комплекс научно-исследовательских подразделений, включающий объединённый научно-технологический институт, научно-образовательные центры, ряд специализированных научно-производственных структур.
Университетский городок расположен на северо-востоке города, включает 30 учебных и научно-производственных корпусов, 13 общежитий, 10 жилых зданий, Дом Ученых и спортивный комплекс.
В 1996—2005 гг. существовал Институт интеллектуальных систем и технологий СПбПУ, образованный на основе отраслевого факультета.

### Базовые институты
Согласно приказу № 204 от 05.02.2019 «Об изменении структуры ФГАОУ ВО СПбПУ» с целью объединения всех подразделений Политехнического университета с 01.09.2019 в составе университета существует структура из 11 институтов, каждый из которых имеет в своём составе высшие школы или высшие школы и кафедры:
| № п/п | Институт                                                 | Высшие школы в составе института | Кафедры в составе института                                |
| ----- | -------------------------------------------------------- | --- | ---------------------------------------------------------- |
| 1     | Инженерно-строительный институт                          | Высшая школа промышленно-гражданского и дорожного строительства Высшая школа гидротехнического и энергетического строительства Высшая школа техносферной безопасности Высшая школа дизайна и архитектуры | нет                                                        |
| 2     | Институт энергетики                                      | Высшая школа электроэнергетических систем Высшая школа высоковольтной энергетики Высшая школа энергетического машиностроения Высшая школа атомной и тепловой энергетики | нет                                                        |
| 3     | Институт машиностроения, материалов и транспорта         | Высшая школа физики и технологий материалов Высшая школа автоматизации и робототехники Высшая школа машиностроения Высшая школа креативной индустрии и дизайна Высшая школа транспорта | Кафедра прикладной химии Кафедра теории машин и механизмов |
| 4     | Институт электроники и телекоммуникаций                  | Высшая школа прикладной физики и космических технологий Высшая инженерно-физическая школа Высшая школа электроники и микросистемной техники | нет                                                        |
| 5     | Институт компьютерных наук и кибербезопасности           | Высшая школа интеллектуальных систем и суперкомпьютерных технологий Высшая школа программной инженерии Высшая школа киберфизических систем и управления Высшая школа кибербезопасности Высшая школа компьютерных технологий и информационных систем Высшая школа программной инженерии Высшая школа технологий искусственного интеллекта Высшая школа управления кибер-физическими системами | нет                                                        |
| 6     | Физико-механический институт                             | Высшая школа прикладной математики и вычислительной физики Высшая школа механики и процессов управления Высшая школа теоретической механики Высшая школа фундаментальных физических исследований | Кафедра высшей математики Кафедра экспериментальной физики |
| 7     | Институт промышленного менеджмента, экономики и торговли | Высшая школа административного управления Высшая школа производственного менеджмента Высшая инженерно-экономическая школа Высшая школа сервиса и торговли | Кафедра экономической теории                               |
| 8     | Гуманитарный институт                                    | Высшая школа медиакоммуникаций и связей с общественностью Высшая школа юриспруденции и судебно-технической экспертизы Высшая школа инженерной педагогики, психологии и прикладной лингвистики Высшая школа международных отношений Высшая школа лингводидактики и перевода | Кафедра общественных наук Кафедра иностранных языков       |
| 9     | Институт передовых производственных технологий           | Высшая школа технологического предпринимательства | нет                                                        |
| 10    | Институт биомедицинских систем и биотехнологий           | Высшая школа биомедицинских систем и технологий Высшая школа биотехнологий и пищевых производств | нет                                                        |
| 11    | Институт физической культуры, спорта и туризма           | Высшая школа спортивной педагогики | Кафедра физической подготовки и спорта                     |

### Факультеты переподготовки специалистов и дополнительного образования
- Высшая инженерная школа (ВИШ)
- Передовая инженерная школа «Цифровой инжиниринг» (ПИШ СПбПУ)[18]
- Центр менеджмента, инвестиций и производственного контроля (Центр МИПК)
- Факультет повышения квалификации преподавателей (ФПКП)
- Переподготовка преподавателей начального и среднего профессионального образования
- Повышение Квалификации по программе «Защита государственной тайны»
- Курсы повышения квалификации и переподготовки по направлению «Строительство»

### Очно-заочная (вечерняя) и заочная формы
По ряду направлений и специальностей можно получить образование в очно-заочной и в заочной форме, обучаясь в тех же институтах университета.
Также с 1999 года развивается ускоренная очно-заочная программа 09.03.04_03 «Разработка программного обеспечения» для второго высшего и непрерывного образования после колледжей с обучением в дистанционном формате и в сокращённые сроки.

### Филиал
- Институт ядерной энергетики в г. Сосновый Бор (ИЯЭ)

## Репутация и рейтинги

#### Российские рейтинги
В 2014 году агентство «Эксперт РА» присвоило высшему учебному заведению рейтинговый класс «В» означающий «очень высокий» уровень подготовки выпускников.
В 2021 году СПбПУ в Московском международном рейтинге «Три миссии университета» занимал позицию диапазоне 351—400.
В 2022 году университет занял 8 место в рейтинге RAEX «100 лучших вузов России», в предметных рейтингах RAEX в 2022 году вуз входил в топ-20 по 22 направлениям подготовки.
В 2022 году СПбПУ занял 4 место в рейтинге лучших российских вузов по востребованности студентов по версии HeadHunter.

#### Международный рейтинг QS World University Rankings
В 2015 году СПбПУ занимал 481 место в рейтинге QS World University Rankings, 9 место среди всех вузов России и 4 среди технических, уступая МГТУ им. Баумана, МФТИ и НИЯУ МИФИ.
В 2016 году в рейтинге QS World University Rankings университет занимал 411—420 место, в 2018: 401—410, в 2019 году — 404 место, в 2020 году — 439 место, в 2021 году — 401 место, в 2022 году — 393 место в мире в рейтинге QS World University Rankings.

#### Международный рейтинг Times Higher Education World University Rankings
В 2016 году университет занимал 201—250 место в рейтинге Times Higher Education World University Rankings, среди всех российских вузов СПбПУ занял 2-е место, уступив МГУ им. М. В. Ломоносова.
В 2019 году университет занимал 85 место в рейтинге, в 2020 году — 37 место в рейтинге Times Higher Education (THE) World University Rankings, первое место среди вузов России.
В 2021 году СПбПУ занимал 126—150 место в рейтинге Times Higher Education World University Rankings в разделе «Engineering» и занимал первое место среди российских технических вузов.
В 2022 году университет занимал 301—350 место, в 2024 году занимал первое место среди российских технических вузов.

## Руководство
Ректоры и директора
1. Гагарин, Андрей Григорьевич (01.1900 — 02.1907) — директор
2. Посников, Александр Сергеевич (03.1907 — 09.1907) — директор
3. Мещерский, Иван Всеволодович (09.1907 — 09.1908) — директор
4. Посников, Александр Сергеевич (09.1908 — 09.1911) — директор
5. Скобельцын, Владимир Владимирович (09.1911 — 09.1917) — директор
6. Радциг, Александр Александрович (09.1917 — 12.1918) — ректор
7. Шателен, Михаил Андреевич (12.1918 — 05.1919) — ректор
8. Левинсон-Лессинг, Франц Юльевич (05.1919 — 11.1919) — ректор
9. Рузский, Дмитрий Павлович (11.1919 — 08.1921) — ректор
10. Залуцкий, Леонид Васильевич (08.1921 — 01.1922) — ректор
11. Воробьёв, Борис Евдокимович (01.1922 — 06.1925) — ректор
12. Байков, Александр Александрович (06.1925 — 10.1928) — ректор
13. Кобозев, Пётр Алексеевич (11.1928 — 08.1929) — ректор
14. Шумский, Александр Яковлевич (08.1929 — 12.1929) — ректор
15. Давтян, Яков Христофорович (02.1930 — 06.1930) — ректор
1930—1934 — институт разделён на несколько отраслевых
16. Шрейбер, Георгий Яковлевич (07.1934 — 07.1935) — директор
17. Тюркин, Пётр Андреевич (07.1935 — 07.1936) — директор
18. Евдокимов, Василий Григорьевич (08.1936 — 07.1937) — директор
19. Новиков, Кирилл Васильевич (09.1937 — 06.1938) — директор
20. Смирнов, Сергей Антонович (06.1938 — 11.1940) — директор
21. Тюркин, Пётр Андреевич (11.1940 — 12.1941) — директор
22. Сердюков, Сергей Андреевич (03.1942 — 09.1944) — директор
23. Калантаров, Павел Лазаревич (09.1944 — 06.1946) — директор
24. Шмаргунов, Константин Николаевич (06.1946 — 06.1951) — директор
25. Алабышев, Александр Философович (06.1951 — 5.03.1956) — директор
26. Смирнов, Василий Сергеевич (5.03.1956 — 5.03.1973) — ректор
27. Селезнёв, Константин Павлович (17.05.1973 — 23.05.1983) — ректор
28. Васильев, Юрий Сергеевич (23.05.1983 — 30.09.2003) — ректор, президент (с правами ректора)
29. Фёдоров, Михаил Петрович (30.09.2003 — 05.2011) — ректор
30. Рудской, Андрей Иванович (с 05.2011) — ректор

Президенты
1. Васильев, Юрий Сергеевич (10.2003 — 2015) — президент, председатель Попечительского совета
2. Фёдоров, Михаил Петрович (с 2015) — президент

## Награды
- Орден Ленина (1967 г.)